# Nallampatti
Nallampatti é uma panchayat (vila) no distrito de Erode, no estado indiano de Tamil Nadu.

## Demografia
Segundo o censo de 2001,  Nallampatti  tinha uma população de 3670 habitantes. Os indivíduos do sexo masculino constituem 51% da população e os do sexo feminino 49%. Nallampatti tem uma taxa de literacia de 54%, inferior à média nacional de 59.5%: a literacia no sexo masculino é de 66% e no sexo feminino é de 42%. Em Nallampatti, 8% da população está abaixo dos 6 anos de idade.